# Perspektíva (diáklap)
A Perspektíva a kolozsvári magyar egyetemi és főiskolai hallgatók havilapja, amit a Kolozsvári Magyar Diákszövetség (KMDSZ) szerkeszt és terjeszt ingyenesen.

## Megjelenés
A Perspektívát 1995 októberében vehették először kézbe a kolozsvári diákok. Azóta kétheti rendszerességgel jelenik meg, leszámítva a vizsgaidőszakot és a vakaciókat. A 15. évfolyamához közeledő diáklap csütörtökönként jelenik meg, 1500 lapszámban, az ingyenesség fenntartása végett négy középminőségű A4-es oldalon monokróm (fehér-fekete) egyszínnyomással. Előfordul, hogy mellékletek is tartoznak a laphoz. Ilyen esetekben a Perspektíva terjedelme eléri a hat, esetleg nyolc oldalt.

## Célok
A Perspektíva céljának látja informálni olvasóit, de ugyanakkor lehetőséget adni ezek véleményének a megfogalmazására, közzétételére. A kolozsvári diákság számosságából adódóan természetesnek mondható kommunikációs hiány áthidalására is megoldást kíván teremteni. Tekinthető továbbá a diáklap a sajtó területén tevékenykedni akarók, tapasztalatgyűjtők fórumának is.

## Díjak
A magyarországi Diákújságírók Egyesülete (DUE) 1998–1999-es országos pályázatán az Év diákújságja kategóriában II. helyezést ért el, az Egyetemi Lapok legutóbbi három Nemzetközi Konferenciáján (1999, 2000, 2001) a Perspektíva  szerkesztősége minden alkalommal a zsűri nagydíját és számos különdíját érdemelte ki az ott helyben megszerkesztett lappal.

## Szerkesztők
Sok mostani újságíró vallhatja magáról, hogy diákkorában megfordult a Perspektíva szerkesztői között. Ők tehetségük fejlesztésére használták a diáklapot, aztán tanulmányaik elvégzése után továbbléptek nevesebb médiaszereplők (Krónika, Szabadság, Transindex) szerkesztőségébe, fiatalabb társaiknak adva át a helyet.
Diákújságról lévén szó, egyértelmű, hogy a szerkesztőség összetétele nagyon változó. A szűkebb értelemben vett alapszerkesztőség (főszerkesztő, tördelő, korrektor, grafikus) viszont rövidtávon változatlan. Ennek a ténynek is érdeme az, hogy az évtizedesnél is nagyobb múltú diáklap sajátságos stílusa, egyedisége töretlen maradt.